# Ömerli (Mardin)
Ömerli (ehemals Maserti; aramäisch: ܡܐܥܣܪܜܐ Ma'asarte, kurdisch Mehsert) ist eine Stadtgemeinde (Belediye) im gleichnamigen Ilçe (Landkreis) der Provinz Mardin in der türkischen Region Südostanatolien und gleichzeitig ein Stadtbezirk der 2012 gebildeten Büyükşehir belediyesi Mardin (Großstadtgemeinde/Metropolprovinz). Seit der Gebietsreform ab 2013 ist die Gemeinde flächen- und einwohnermäßig identisch mit dem Landkreis. Der Kreis/Stadtbezirk hat die geringste Einwohnerzahl und die geringste Bevölkerungsdichte der Provinz/Büyükşehir.
Das Kreiszentrum liegt 28 km östlich des Zentrums der Provinzhauptstadt Mardin. Der Kreis grenzt im Osten an Midyat, im Westen an Yeşilli, im Süden an Nusaybin im Norden an den Bezirk Savur. Geografisch gesehen ist Ömerli ein Teil des Gebirges Tur Abdin.
Der Kreis (bzw. Kaza als Vorläufer) entstand 1953 (Gesetz Nr. 6068) durch Abspaltung des Bucak Maserti (mit 41 Dörfern) aus dem Kreis Savur. Bei der Volkszählung vom 23. Oktober 1955 wurden 14.772 Einwohner gezählt, davon 2.013 in der Kreisstadt.
(Bis) Ende 2012 bestand der Landkreis aus der Kreisstadt sowie 42 Dörfern (Köy), die während der Verwaltungsreform 2013/2014 in Mahalle (Stadtviertel/Ortsteile) überführt wurden. Die drei existierenden Mahalle der Kreisstadt blieben erhalten. Durch die Herabstufung der Dörfer stieg die Anzahl der Mahalle auf 44 an. Ihnen steht ein Muhtar als oberster Beamter vor.
Ende 2020 lebten durchschnittlich 314 Menschen in jedem Mahalle, 3.759 Einw. im bevölkerungsreichsten (Yeni Mah.).
Wann der Ort Ömerli gegründet worden ist, ist unklar. Die ältesten Spuren stammen aus assyrischer Zeit. 1925 wurde das Dorf Maserti zum Verwaltungssitz eines Bucaks. Durch die Geschichte hindurch lebten in Ömerli viele syrische-aramäischsprachige Christen (Süryani) darunter Syrisch-Orthodoxe, Chaldäisch-katholische und Nestorianer, die im 14. Jahrhundert zum Islam konvertiert sein sollen. Heute hat die Stadt eine gemischte arabisch-kurdische Bevölkerung. 
Der heutige Name Ömerli leitet sich vom Namen des Mhallami-Stammes Ömeryan ab.